# Syndrom předsunuté spánkové fáze
Syndrom předsunuté spánkové fáze (anglicky Advanced Sleep Phase Syndrome, ASPS) je syndrom, který je opakem pro syndrom odkládané spánkové fáze. Je méně častý, ale patrně díky poddiagnostikování. Je častější u starších lidí, zatímco DSPS je častější u mladých lidí.